# Filippo Buonarroti (antiquario)
Filippo Buonarroti (Firenze, 18 novembre 1661 – Firenze, 10 dicembre 1733) è stato un antiquario, numismatico e archeologo italiano.
Era figlio di Leonardo Buonarroti e della moglie Ginevra Martellini, nonché pro-pronipote di Michelangelo Buonarroti.

## Biografia

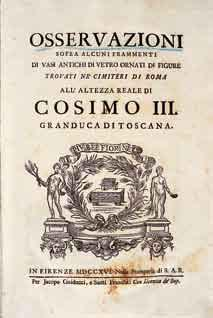
Frontespizio di Osservazioni sopra alcuni frammenti di vasi antichi di vetro...

Buonarroti fu un funzionario della corte di Cosimo III de' Medici nonché un antiquario, i cui studi di Etruscologia, tra i primi in questo campo, ispirarono Antonio Francesco Gori. L'arte etrusca e le antichità conservate nel palazzo-museo di famiglia di Firenze, Casa Buonarroti, costituiscono il suo contributo al museo-memoriale della famiglia.
Buonarroti seguì gli studi di diritto e si appassiono delle prime curiosità scientifiche.
I suoi primi studi iconografici delle monete imperiali di bronzo e delle medaglie degli imperatori romani presenti nella  collezione del cardinal Gasparo di Carpegna, che dedicò a Cosimo III, gli diedero una reputazione di studioso; furono pubblicati Osservazioni Istoriche sopra alcuni medaglioni antichi all'Altezza Serenissima di Cosimo III Granduca di Toscana (Roma 1698) e contenevano trenta lastre a tutta pagina incise da Francesco Andreoni, tutte di monete eccetto una.
Il testo ha le sue origini negli anni 1684 - 1699 trascorsi dal Buonarroti a Roma nella familia del Cardinal Carpegna, che servì come segretario, conservatore delle collezioni e bibliotecario.
Nel 1699 Cosimo III lo richiamò in Toscana e lo impiegò come Auditore delle Riformagioni, come ministro della Pratica di Pistoia, segretario Pratica fiorentina e come partecipante al neo-creato comitato per gli affari giurisdizionali. Nel 1700 fu fatto senatore, ruolo puramente onorario nel Granducato Medici.
È ricordato principalmente per i suoi studi sui fondi di vaso in vetro dorato trovati dagli scavatori di tombe nelle catacombe di Roma, Osservazioni sopra alcuni frammenti di vasi antichi di vetro ornate di figure trovati nei cimiteri di Roma con appendice Osservazioni sopra tre dittici antichi d'avorio (Firenze, 1716), in cui fece la straordinaria asserzione, quasi proto-romantica che la crudezza estetica dell'arte cristiana primitiva, spesso rimarcata dai conoscitori dell'arte romana, serviva a intensificare la pietas dell'artigiano, una prima espressione di apprezzamento per l'arte primitiva. Questo studio è stata anche la prima trattazione sul dittico eburneo dell'Abbazia di Rambona, appartenuto all'autore e oggi conservato presso i Musei Vaticani.
Aggiorno e pubblicò il De Etruria Regali di Thomas Dempster (in otto volumi, 1723), uno studio classico dell'arte etrusca che era stato scritto un secolo prima da uno studioso scozzese che si era trasferito a Pisa. Buonarroti fece alcune delle illustrazioni incise e nel 1724 pubblicò un commento sull'opera.

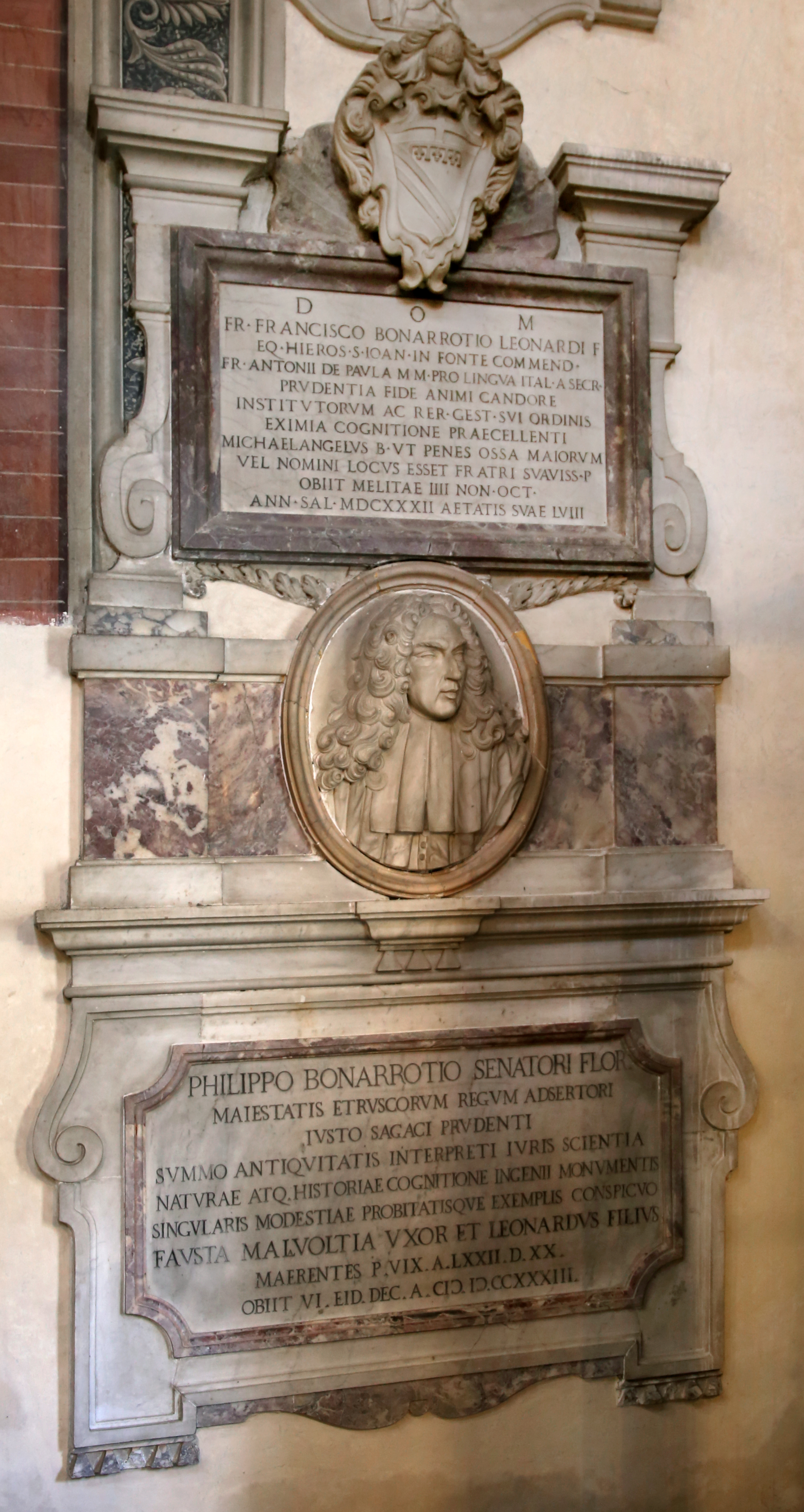
Tomba in Santa Croce

Fu sepolto in Santa Croce, all'inizio della navata destra, non lontano dal monumento funebre del suo avo Michelangelo, presso il quale la sua famiglia patronava un altare.